# Charnay Basket Bourgogne Sud
Actualités
Charnay Basket Bourgogne Sud est un club de basket-ball. Le club, auparavant appelé Jeunes de Charnay et Mâcon, ne possède plus depuis 2015 que des sections féminines. Le club dispute pour la première fois en 2013-2014 le Championnat de France de basket-ball de Ligue féminine 2. Le club accède ensuite à la Ligue féminine de basket en 2019, pour redescendre en 2e division à l'issue de la saison 2021-2022.

## Historique

### Les débuts et le début de l'ascension
Créé par le père Fontfroide en 1957 sous le nom des Jeunes de Charnay, ce club de basket-ball devient jeunes de Charnay et Mâcon en 1969 puis en 2010 Charnay Basket Bourgogne Sud. L'équipe masculine évolue en Prénationale, étant descendue de N3 à l'issue de la saison 2008/2009 après avoir joué de 1972 à 1975 en nationale IV.
Depuis, l'équipe phare est l'équipe féminine. Elle évolue lors de la saison 2009-2010 en Championnat de France de Nationale féminine 1 (NF1), alors le deuxième niveau de basket-ball féminin. Elle atteint ce niveau à l'issue d'une saison 2008-2009 où le club bat La Tronche-Meylan en play-offs de NF2 dans son Cosec archi-comble. Charnay reste à ce niveau, qui devient le troisième niveau de basket-ball féminin avec l'apparition de la Ligue 2. En 2010, Bilel Kedher devient entraineur de l'équipe féminine. Lors de la saison 2012-2013, l'équipe senior fille est finaliste du Trophée Coupe de France et termine seconde du championnat de Nationale 1. Elle accède ainsi à la Ligue 2.

### Les trois premières saisons en deuxième division et une descente en 2016

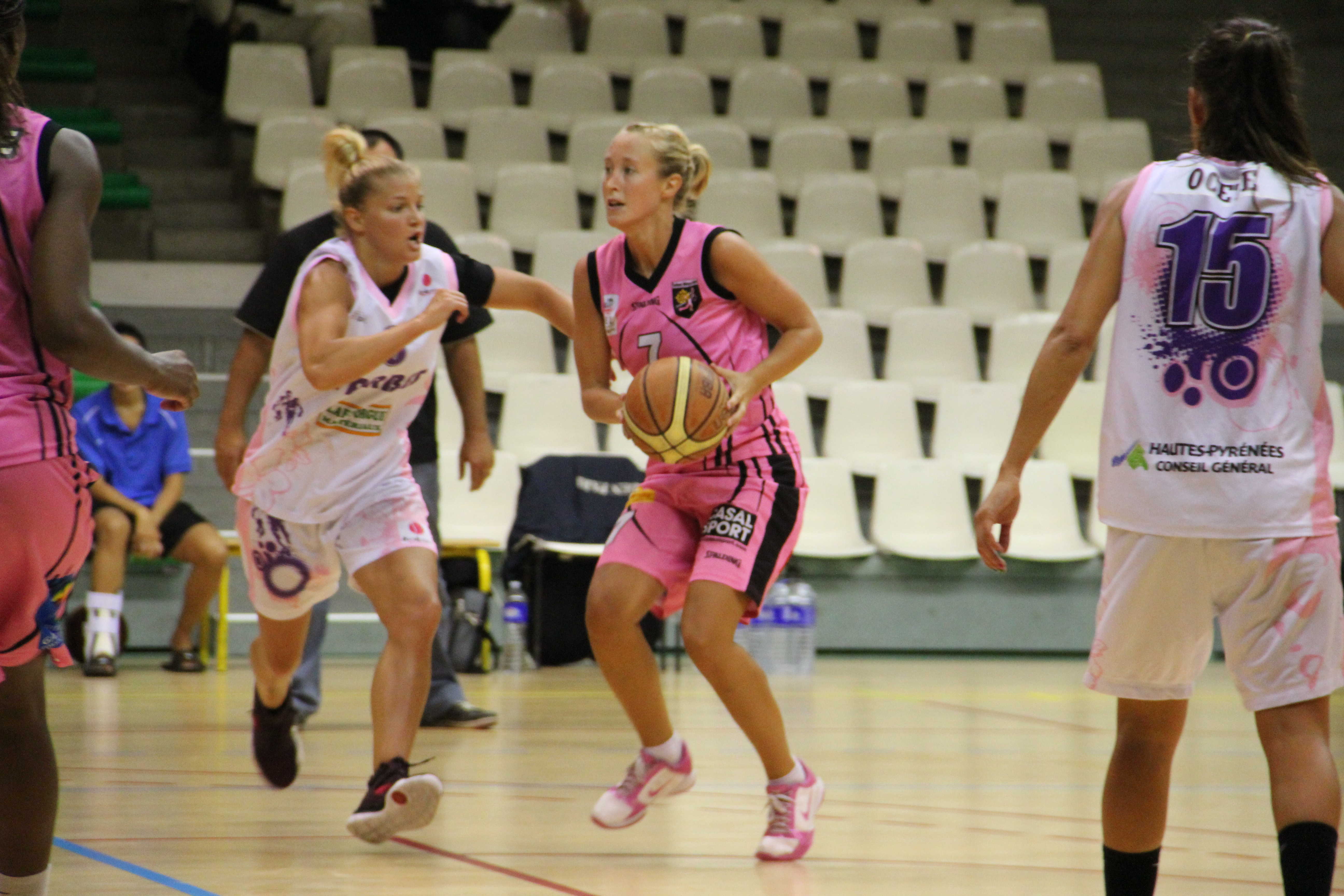
Julie Legoupil (7) à Toulouse.

Pour ses débuts en Ligue 2 (saison 2013-2014), le CBBS attire plusieurs anciennes joueuses de Lyon, comme la capitaine du CBBS en NF1 Charlotte Ducos. Julie Legoupil arrive du club de Toulouse en LFB, Géraldine Bertal de l'ASVEL (NF1). Elles viennent rejoindre les joueuses formées au club, Laure Belleville, Émilie Laurent et des joueuses déjà intégrées Awa Diallo, Dasa Radjecka. Sont arrivées également Margot Joret et Laury Aulnette. Les jeunes espoirs du club Ségolène Mornay et Ophélie Lasnier complètent l'effectif. Margot Léty, formée elle aussi au club, que les obligations professionnelles freinent dans les déplacements, évolue avec l'équipe réserve en nationale 3. Surnommées par la presse régionale les « Panthères roses » en raison de leurs tenues fuchsia, elles honorent, en coupe de France, l'équipe de Bourges par un haka bourguignon qui attirera la sympathie de leurs adversaires et des caméras de Stade 2.
Pour la saison 2014-2015 le club se maintient avec comme joueuses : Johanna Cortinovis, Alissa Rouag, Laure Belleville, Julie Legoupil, Margot Joret, Charlotte Ducos, Léa Lambert, Alexia Perro, Salomé Bayon, Géraldine Bertal, Awa Niangane et Élodie Decker, et donc pour la première fois de son histoire le basket de Charnay enchaîne deux saisons consécutives au deuxième niveau national. Qualifiées en 1/16e de finale de la Coupe de France, les Pimkies s’inclinent de peu contre Calais (Ligue 1). L'équipe se classe 5e ex æquo mais 7e (au goal average) à l'issue de la saison régulière (2014-2015) avec 15 victoires pour 11 défaites.
Pour la saison 2015-2016, les Pimkies (Johanna Cortinovis, Laure Belleville, Julie Legoupil, Margot Joret, Charlotte Ducos, Viviane Adjutor, Aléxia Perro, Tamara Jovancevic (serbe), Géraldine Bertal, Awa Niangane et l'américaine Candace Williams) enchaînent une troisième saison consécutive au deuxième niveau national, sous la houlette d'Etienne Faye qui, après 5 saisons, remplace Bilel Kheder. Assistant, Eddy Demarbaix devient coach titulaire en décembre 2015. A la fin de la saison, les charnaysiennes malgré de beaux efforts n'arrivent pas à se maintenir et descend donc, à l'échelon inférieur, en NF1. En coupe de France elles se qualifient pour les 1/8e de finale en s'imposant contre Toulouse (Ligue 1) après deux prolongations.

### Championne de Nationale 1 en 2017 puis de Ligue 2 en 2019 et ascension en Ligue féminine
Lors de la saison 2016-2017, Charnay engage un nouveau coach, Matthieu Chauvet. Après une saison parfaite en Nationale féminine 1 (3e division nationale), les Pimkies remontent à la fin de saison en Ligue Féminine 2, tout de suite après être redescendues et obtiennent le titre de Championnes de France de Nationale féminine 1 en battant La Rochelle 65-40. L'effectif Champion de France de NF1 se composent de Johanna Cortinovis, Alexia Perro, Laure Bellevile, Margot Joret, Claire Michel, Léa Pellerin, Ramata Diakité (Malienne), Eva Brenot, Marija Radovic (Serbe) et de la Franco-Marocaine Majda Garhiani.
Pour le retour du club en deuxième division en 2017-2018, le club finit 4e sur 12 avec 13 victoires pour 9 défaites et se fait éliminer en demi-finale des play-offs par Landerneau deux victoires à un (victoire de Charnay 66 à 63 au match retour) après que Charnay est éliminé Montbrison en quart en deux manches (victoires 67 à 62 à l'aller à domicile puis 57 à 42 au retour à Montbrison). Cette saison-là, la meilleure joueuse en statistiques est l'ivoirienne Kariata Diaby.
Pour la saison 2018-2019 avec l'américaine Keyona Hayes en principale renfort mais le départ de Kariata Diaby. Le club fait une superbe saison en finissant première de la saison régulière avec 19 victoires pour 3 défaites en s'assurant la première place lors de l'avant dernière journée après une victoire a domicile contre Angers 69 à 59. Pour les play-offs le club charnaysien élimine en quart de finale Rézé deux manches à une : victoire de Charnay 80 à 57 à l'aller, défaite 78 à 73 à Rézé au retour et victoire lors de la belle au COSEC de Charnay 87 à 50. En demi-finale Charnay élimine Montbrison en deux manches : Victoires charnaysienne 78 à 50 à domicile et 66 à 51 à l'extérieur. Le club obtient sa montée en Ligue féminine de basket et son titre de championne de France de Ligue féminine 2 en battant Toulouse deux victoires à un : Victoire de Charnay 70 à 55 à domicile à l'aller, défaite 76 à 61 au retour à Toulouse et victoire du CBBS lors de belle au COSEC 66 à 53.

### À partir de 2019: Ligue féminine
Lors de la saison 2019-2020 le club est dixième sur douze vers la mi-mars (4 victoires pour 13 défaites), la saison est suspendu le 13 mars 2020 en raison de la pandémie de Covid-19, et le championnat est définitivement arrêté le 10 avril 2020. Le titre n'est pas attribué et aucune relégation n'est effectuée. Pour la saison 2020-2021, les Charnaysiennes obtiennent leur maintien à deux journées de la fin après une victoire 75 à 65 à et contre Saint-Amand Hainaut Basket.

## Palmarès
- Champion de France de Nationale féminine 1 : 2017
- Champion de France de Ligue féminine 2 : 2019

## Joueuses et personnalités du club

### Présidents
- 2010-2023 :  Jean-François Jaillet[16]
- 2023- :  Nicolas Freycon[17]

### Entraîneurs
- 2010-2015 :  Bilel Kheder[18]
- Juil.-déc. 2015 :  Étienne Faye[19]
- Déc. 2015-2016 :  Eddy Demarbaix[19]
- 2016-2022 :  Matthieu Chauvet
- 2022- :  Stéphane Leite

### Joueuses emblématiques
- Johanna Cortinovis
- Olivia Époupa
- Lexie Brown

## Infrastructures
Il évolue au COSEC (complexe sportif évolutif couvert), situé allée des Écoliers, d'une capacité de 1 200 places, rénové pour la saison 2019-2020. Auparavant la salle faisait 920 places (entièrement rénovée lors de la saison 2012-2013). La salle ferme de nouveau ses portes pour une durée de 15 mois à partir de mai 2024 en raison de travaux de rénovation thermique et d’extension. Le coût des travaux s'élève à 3,5 millions d'euros. Le temps du chantier, les Pinkies disputent leurs rencontres à domicile dans la Salle de sports principale de la commune voisine de Prissé.
Lors du match d'appui de la finale du Championnat de Ligue féminine 2 (2018-2019), on note la présence au premier rang du COSEC du footballeur Antoine Griezmann, Mâconnais d'origine.